# Diapazon

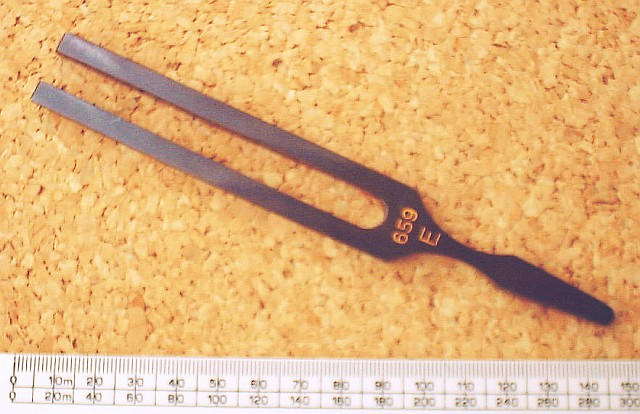
Diapazon cu frecvența de 659 de herți, marca John Walker, recunoscută pentru calitatea în domeniu

Diapazonul este un mic instrument acustic format dintr-o bară de oțel în formă de U, care vibrează la lovire, emițând de obicei nota muzicală „la” și servind la acordarea instrumentelor muzicale sau la indicarea tonului pentru un ansamblu coral. Acesta emite un ton muzical pur odată ce tonurile înalte se estompează. Tonul unui diapazon depinde de lungimea și masa celor două părți ale sale, cele care alcătuiesc forma U.
Nota "la", folosită ca reper la acordarea instrumentelor muzicale, a fost standartizată ȋn 1953 la Convenția ISO (International Organization for Standardization) la 440 Hz (440 vibrații/secundă).
Diapazonul a fost inventat în 1711 de către muzicianul britanic John Shore, un sergent care era trompetist și lutist la curtea regală.